# Pescador (eiland)
Pescador is een klein eiland in de Filipijnse provincie Cebu, dat deel uitmaakt van de centraal gelegen Visayas-eilandengroep. Het eiland is ongeveer 100 meter lang, en de lichtbegroeide rots steekt zo'n zes meter boven zeeniveau uit. De rots, die deel uitmaakt van de gemeente Moalboal, is onbewoond. Pescador ligt op ongeveer twee kilometer ten westen van Cebu in de Straat Tañon. De zee tussen de twee eilanden bereikt een maximale diepte van zo'n 300 meter. De wateren rond het eiland zijn aangewezen als zeereservaat. Riffen en vele vissoorten maken het tot een geliefde duiklocatie.